# Королевский театр в Бате
«Королевский театр в Бате» — театр, построенный в георгианском стиле в 1805 году, расположенный в Бате, Англия. Он вмещает около 900 зрителей.
Королевский театр был построен, чтобы заменить театр Old Orchard. Архитектором был Джордж Дэнс Младший, а большую часть работы выполнил Джон Палмер. Он открылся спектаклем «Ричард III» Шекспира. На его сцене выступали многие ведущие артисты того времени, включая Дороти Джордан, Уильяма Макриди и Эдмунда Кина. Сильный пожар в 1862 году разрушил внутреннюю часть здания, и вскоре после этого Чарльз Дж. Фиппс начал программу восстановления, которая включала строительство нынешнего входа. Дальнейший ремонт был проведен в 1892 году, в 1902 году последовали более обширные строительные работы, включая новую лестницу и установку электрического освещения.
На сцене театра выступали такие артисты как Сара Бернар, балерина Анна Павлова и Стелла Кэмпбелл. Во время Второй мировой войны появились Дональд Вулфит, Ирен Ванбру, Джон Гилгуд и Сибил Торндайк.
В 1979 году театр был куплен доверительным фондом, и после общественных пожертвований в нем был проведен ремонт, включая реконструкцию сцены. В 1997 году открылся новый театр (второе помещение) на 120 мест — Студия Устинова. В 2010 году потребовались дальнейшие реставрационные работы в главном зале. В 2005 году был открыт Театр юного зрителя «Яйцо» (The Egg), который является частью Королевского театра и представляет насыщенную программу профессиональных представлений и культурных мероприятий для детей и молодежи в возрасте от 1 года до 18 лет.

## История

### Строительство
Театр был построен в 1805 году на месте театра Old Orchard Street Theater, который получил королевский патент в 1768 году, позволяющий использовать титул «Theatre Royal». Это был первый театр, который получил такое право, находясь за пределами Лондона. На месте Old Orchard Street Theater располагалась церковь, а теперь — Freemasons Hall. В 1802 году предлагалась расположить новый театр в нескольких местах Бата, нынешнее место было выбрано в 1804 году. Финансирование было привлечено с помощью тонтины, инвестиционного плана, названного в честь неаполитанского банкира Лоренцо де Тонти, который изобрел его во Франции в 1653 году. Он сочетал в себе особенности группового аннуитета и лотереи. Каждый участник вносил оговоренную сумму в фонд, после чего получал аннуитет. Когда участники умирали, их доли переходили к другим участникам, и поэтому стоимость каждого аннуитета увеличивалась. После смерти последнего участника схема была свернута. Акции, которые стоили 200 фунтов стерлингов, были быстро куплены, среди участников были принц-регент, впоследствии ставший Георгом IV, и его брат принц Фредерик. Подобная схема ранее использовалась при строительстве Батских Ассембли-Румс.
Внешний вид здания с арками, пилястрами, гирляндами и орнаментами, который виден с Бьюфорд-сквер, был разработан Джорджем Дэнсом Младшим, который также разработал декоративные части интерьера. Основную часть работ выполнил Джон Палмером, который руководил строительством. Потолок был украшен панелями из загородного особняка Фонтхилл Спленденс, в миле от аббатства Фонтхиллского аббатства, которые были расписаны Андреа Казали и подарены театру Полом Коббом Метуэном. Из-за потенциального ущерба от газовых ламп, которые были установлены в 1827 году, картины были перемещены Уильямом Блатуэйтом в Дирхэм-парк.
Премьера состоялась 12 октября 1805 года. Это была постановка «Ричарда III» с неизвестным актером в главной роли. Театр вскоре приобрел хорошую репутацию и процветал под руководством Уильяма Уайетта Даймонда. Помимо Шекспира и другой серьезной драмы, в ноябре 1815 года были поставлены опера и комедия с Джозефом Гримальди, играющим клоуна в пантомиме Матушки Гусыни.

### Пожар и восстановление
18 апреля 1862 года случился крупный пожар, который уничтожил внутреннюю часть здания, включая сцену, декорации, гардероб и библиотеку, оставив только наружные стены. Для восстановления театра была создана новая группа и проведен конкурс проектов. Победителем стал Си-Джей Фиппс, и вскоре последовала реконструкция.

### 20 век
В 1902 году театр был закрыт на девять месяцев, чтобы дать возможность провести обширные строительные работы в соответствии с положениями Королевской хартии. Они включали новую лестницу, установку электрического освещения, новую противопожарную завесу и радиаторы горячей воды по всему зрительному залу. В 1905 году, в годовщину открытия Королевского театра, труппа театра, под руководством Фрэнка Бенсона, поставила многочисленные пьесы Уильяма Шекспира.
Во время Великой депрессии 1930-х годов театр был убыточным и полностью закрылся на полгода. В 1938 году арендный договор перешел к Реджу Мэддоксу, чья семья занималась театром в течение следующих 40 лет. Во время Второй мировой войны в театре стали выступать выдающиеся актеры, включая Дональда Вулфита, Ирен Ванбру, Джона Гилгуда и Сибил Торндайк.
В марте 1979 года полуразрушенный театр был куплен трастом во главе с Джереми Фраем за 155 000 фунтов стерлингов. В следующем году был объявлен призыв собрать деньги на реконструкцию, включая полную перестройку сцены, установку стальной решетки для освещения сцены и декораций. Общая предполагаемая стоимость составила 3,5 миллиона фунтов стерлингов, из которых 1,8 миллиона фунтов стерлингов были необходимы для возобновления работы театра. Деньги и пожертвования были получены от городского совета, Совета по делам искусства Англии, Фонда сохранения Бата, Фонда Лече, Совета исторических зданий, Фонда Манифольда.
Строительные работы началась по проектам Даутона и Херста. Театр вновь открылся 30 ноября 1982 года спектаклем «Сон в летнюю ночь» с участием актеров Национального театра под руководством Пола Скофилда. На открытии присутствовала принцесса Маргарет, графиня Сноудон.

### Реконструкция 2010 года
В октябре 2009 года Камилла, герцогиня Корнуолльская, покровитель Королевского театра в Бате, выступила с призывом о реконструкции 2010 года, чтобы собрать деньги на программу работ по сохранению 200-летнего здания. Реконструкция стоимостью 3 миллиона фунтов стерлингов включала в себя увеличение фойе, улучшенный лифт, полная реконструкция баров и создание бара Джереми Фрая в бывших подвалах паба Garrick’s Head, а также ремонт зрительного зала. Технические улучшения включали перестройку сцены в главном здании, а так же обширную программу переоборудования и освещения всего здания с новыми системами пожарной сигнализации и кондиционированием воздуха, все это было направлено на повышение эффективности здания и сокращение выбросов углекислого газа примерно на 30 %. Дизайн был разработан архитекторами студии Fielden Clegg Bradley Studios, а строительная фирма Midas получила контракт на завершение строительных работ.
Официальное открытие состоялось в среду, 8 сентября 2010 года, всего через десять с половиной месяцев после начала первоначальной кампании, и строительные работы были завершены в срок. Торжественное открытие было исполнено на сцене актерами Пенелопой Кейт и Питером Боулзом, которые играли главные роли в собственной постановке Королевского театра «Соперники», Ричарда Бринсли Шеридана. В 2011 году театр был удостоен премии British Construction Industry Award Conservation Award.

### Студия Устинова
В 1997 году в задней части здания на улице Монмут был построен театр-студия, получивший название «Студия Устинова» в честь актера Петра Устинова. Фасад здания украшает бронзовая крылатая фигура, спроектированная его сыном Игорем Устиновым под названием «Надежда». Первоначально зрительный зал на 150 мест предназначался для молодежного театра и небольших гастрольных постановок, но вскоре программа Устинова расширилась, включив в себя классические концерты, стендап-комедии (в том числе выступления таких известных исполнителей, как Билл Бейли, Стюарта Ли и Люси Портер) и собственные постановки.
В 2011 году Лоуренс Босуэлл был назначен первым художественным руководителем Студии Устинова. Пьеса Сары Рул «В соседней комнате» (или «Игра с вибратором») стала победителем в номинации «Лучшая новая пьеса — Theater Awards UK 2012» и был номинирован на три премии «Тони». Студия Устинова также была номинирована на престижную премию «Пустое пространство … Премия Питера Брука 2012». Доминик Кавендиш из Daily Telegraph на церемонии награждения назвал это место «постоянно кипящим источником чудес». Студия также получила вторую подряд номинацию на премию 2013 года.
Летом 2014 года Студия Устинова представила новую комедию «Плохие евреи», а в ноябре того же года — комедию Флориана Зеллера «Отец» (фр. Le Père) с Кеннетом Крэном в главной роли. Обе эти пьесы добились огромного национального и международного успеха в последующие два года, почти непрерывно участвуя в нескольких турах и гастролях Вест-Энда, кульминацией которых стало то, что Кеннет Крэном получил премию Лоренса Оливье за лучшую мужскую роль в пьесе на церемонии награждения в 2016 году.
В январе 2020 года художественным руководителем Студии Устинова был назначен театрально-оперный режиссер Дебора Уорнер.

### Яйцо
В 2005 году был открыт еще один новый театр, «Яйцо», который является частью Королевского театра и представляет культурные мероприятия для детей и молодежи в возрасте от 1 года до 18 лет. Он включает в себя кафе, которое также является местом проведения детских и семейных мероприятий, а также периодических и подростковых художественных мероприятий.